# Ymare
Ymare est une commune française située dans le département de la Seine-Maritime en région Normandie.

## Géographie

### Localisation
La commune fait partie de la Métropole Rouen Normandie.
| Gouy                                | Saint-Aubin-Celloville |                        |
|                                     | Ymare                  | Quévreville-la-Poterie |
| Les Authieux-sur-le-Port-Saint-Ouen | Igoville Eure          | Alizay Eure            |

Ymare fait partie du canton de Darnétal et se situe à 18 km de Rouen.

### Hydrographie
La commune est située dans le bassin Seine-Normandie. Elle n'est drainée par aucun cours d'eau,. Néanmoins un plan d'eau est présent sur le territoire communal : la mare du Bouet (0,02 ha),.

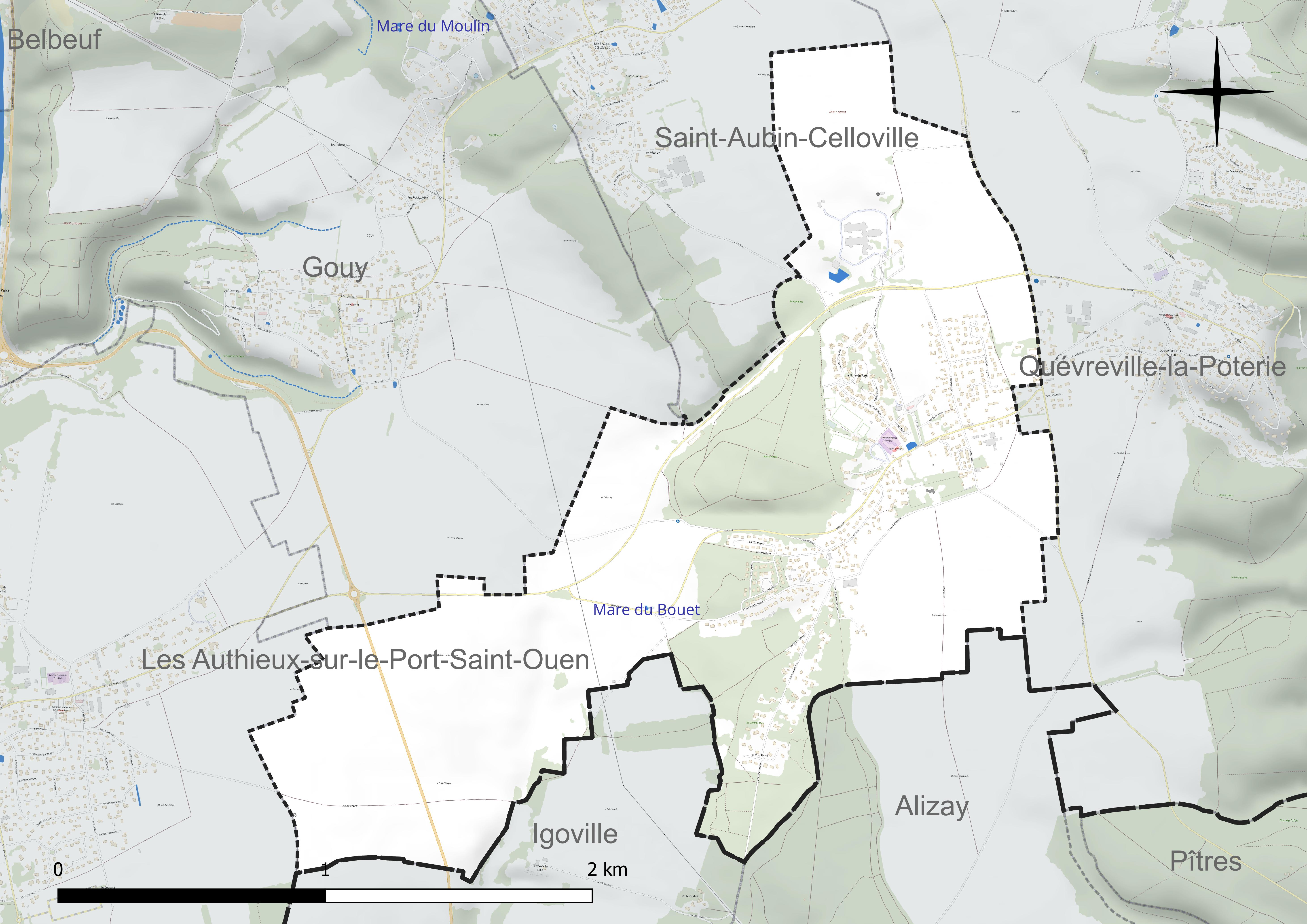
Réseau hydrographique d'Ymare.

### Climat
Pour des articles plus généraux, voir Climat de la Normandie et Climat de la Seine-Maritime.
En 2010, le climat de la commune est de type climat océanique dégradé des plaines du Centre et du Nord, selon une étude du CNRS s'appuyant sur une série de données couvrant la période 1971-2000. En 2020, Météo-France publie une typologie des climats de la France métropolitaine dans laquelle la commune est exposée à un climat océanique et est dans la région climatique Côtes de la Manche orientale, caractérisée par un faible ensoleillement (1 550 h/an) ; forte humidité de l’air (plus de 20 h/jour avec humidité relative > 80 % en hiver), vents forts fréquents. Parallèlement le GIEC normand, un groupe régional d’experts sur le climat, différencie quant à lui, dans une étude de 2020, trois grands types de climats pour la région Normandie, nuancés à une échelle plus fine par les facteurs géographiques locaux. La commune est, selon ce zonage, exposée à un « climat contrasté des collines », correspondant au Pays d’Auge, Lieuvin et Roumois, moins directement soumis aux flux océaniques et connaissant toutefois des précipitations assez marquées en raison des reliefs collinaires qui favorisent leur formation.
Pour la période 1971-2000, la température annuelle moyenne est de 10,2 °C, avec une amplitude thermique annuelle de 13,5 °C. Le cumul annuel moyen de précipitations est de 813 mm, avec 12,9 jours de précipitations en janvier et 8,7 jours en juillet. Pour la période 1991-2020, la température moyenne annuelle observée sur la station météorologique la plus proche, située sur la commune de Boos à 5 km à vol d'oiseau, est de 10,9 °C et le cumul annuel moyen de précipitations est de 847,5 mm,. Pour l'avenir, les paramètres climatiques de la commune estimés pour 2050 selon différents scénarios d’émission de gaz à effet de serre sont consultables sur un site dédié publié par Météo-France en novembre 2022.

## Urbanisme

### Typologie
Au 1er janvier 2024, Ymare est catégorisée bourg rural, selon la nouvelle grille communale de densité à sept niveaux définie par l'Insee en 2022.
Elle appartient à l'unité urbaine d'Ymare, une agglomération intra-départementale regroupant deux  communes, dont elle est ville-centre,,. Par ailleurs la commune fait partie de l'aire d'attraction de Rouen, dont elle est une commune de la couronne,. Cette aire, qui regroupe 317 communes, est catégorisée dans les aires de 200 000 à moins de 700 000 habitants,.

### Occupation des sols
L'occupation des sols de la commune, telle qu'elle ressort de la base de données européenne d’occupation biophysique des sols Corine Land Cover (CLC), est marquée par l'importance des territoires agricoles (63,4 % en 2018), en diminution par rapport à 1990 (67,6 %). La répartition détaillée en 2018 est la suivante : 
terres arables (63,4 %), zones urbanisées (18,8 %), forêts (17,8 %). L'évolution de l’occupation des sols de la commune et de ses infrastructures peut être observée sur les différentes représentations cartographiques du territoire : la carte de Cassini (XVIIIe siècle), la carte d'état-major (1820-1866) et les cartes ou photos aériennes de l'IGN pour la période actuelle (1950 à aujourd'hui).

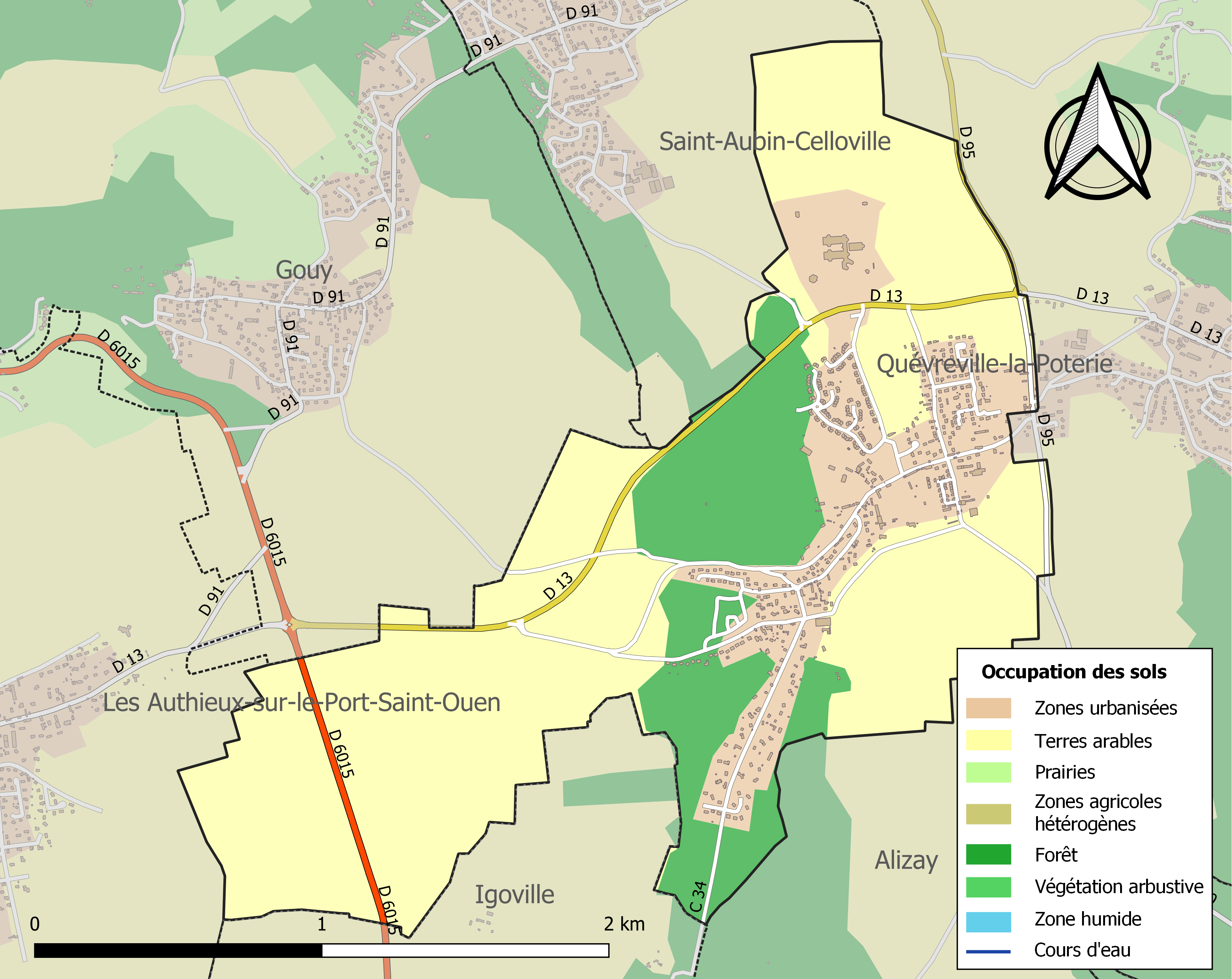
Carte des infrastructures et de l'occupation des sols de la commune en 2018 (CLC).

## Toponymie
Le nom de la localité est attesté sous les formes Wimara vers 1240; [Iglise d']Ymare en 1291 (Archives départementales de la Seine-Maritime, 14 H. 17, 97); Ymare en 1319 (Archives départementales de la Seine-Maritime, G. 3267); Vimara en 1337; Imare en 1431; [Saint Aubin d']Ymare en 1462 et 1464 (Archives départementales de la Seine-Maritime, tab. Rouen); [Ecclesie Sancti Albini de] Imare en 1638; [d']Imare en 1707; d'Ymare en 1772 (Archives départementales de la Seine-Maritime, G.); Ymard en 1648; Imare entre 1704 et 1738 (Pouillé);  Imares en 1715 (Frémont), en 1757 (Cassini); [d']Ymare en 1787 (Archives départementales de la Seine-Maritime, B Parl.); Imares et Ymares en 1788; Ymare en 1879.
Il s'agit d'une formation médiévale en -mare, appellatif toponymique attesté dès le Xe siècle (Longuemare,  Langomarra Xe siècle, sur vieil anglais lang / vieux norrois langr « long ») et comme nom commun seulement au XIe siècle et au XIIe siècle, dans des textes normands,.
Mare est issu du vieux norrois marr (masculin), peut-être croisé avec le terme anglo-saxon mere (féminin), de sens proche, généralement « mer, lac ». L'ancien scandinave existait dans le norn des Shetlands mar « mer, zone de pêche en eau profonde » et se perpétue dans le norvégien mar « mer » et le féroïen marrur « vase, bourbe ».
Le premier élément Y- doit représenter un nom de personne, un substantif (appellatif) ou un adjectif, comme c'est généralement le cas pour les toponymes terminés par l'appellatif -mare. Exemples avec un anthroponyme : Angommare (Ansgomare 1241, avec le nom de personne scandinave Ásgautr > Angot); Gattemare, étang à Gatteville (sur le nom de personne germanique Gatto) ou encore Illemare, mare à Illeville (Willevilla XIIIe siècle, sur le nom de personne scandinave Vil(l)i / Ville ou anglo-saxon Willa ou Withlac), exemples avec un substantif : Inglemare à Fermanville; à Amfreville-la-Campagne, Iglemara 1239; à Étréville; à Belbeuf et à Ocqueville); Ingremare à Ailly; Intremare à Venon (tous sur le mot vieux norrois *iglr, *igla « sangsue » cf. islandais igla « sangsue »), exemples avec un adjectif : Houllemare (à Allouville-Bellefosse, cf. Houllebrecque, nombreux Houlgate, avec holr « profond » cf. substantifs français houle « creux des vagues », normand houlette « terrier »); Lillemare (à Boncourt, avec lítill « petit » > norvégien lille cf. Lilletot, Licteltot vers 1055); Bellemare; Fongueusemare « la mare fangeuse », etc.

## Histoire
L'existence d'Ymare est mentionnée pour la première fois en 1240. Situé sur le mont aux Cailloux, le village aurait été un pôle d'habitat, probablement un refuge pour les habitants des villages alentour. Au XIIIe siècle, le village compte 200 habitants. Le fief d'Ymare appartient à l'abbaye de Saint-Ouen. À cette époque, la taxe par maison vaut 5 sous ou une bête, généralement choisie parmi les plus belles.
Visite du premier ministre François Fillon le 25 février 2010 dans le cadre d'une visite globale du département. Quand il a visité le site Thalès d'Ymare, il a déclaré : "Les chiffres sont très mauvais dans la plupart des autres pays européens, donc on va sortir de la récession de manière progressive, ça veut dire qu'au moins jusqu'à la mi-2010 on va voir le chômage augmenter" dans le cadre de la crise qui touchait le monde à cette époque.

## Politique et administration
| Période                                  | Période                    | Identité              | Étiquette | Qualité                                   |
| ---------------------------------------- | -------------------------- | --------------------- | --------- | ----------------------------------------- |
| Les données manquantes sont à compléter. |                            |                       |           |                                           |
| 1832                                     | 1847                       | Noël-Charles Delamare |           |                                           |
| 1848                                     |                            | Diftot                |           |                                           |
| 1859                                     |                            | Delamare              |           |                                           |
| 1860                                     | 1865                       | Frédéric Lesur        |           |                                           |
| 1874                                     | 1877                       | Adolphe Lanne         |           |                                           |
|                                          | 1898                       | Édouard Le Hardelay   |           |                                           |
| 1903                                     | 1931                       | Léon Gremont          |           |                                           |
| 1935                                     | 1940                       | Fleury                |           |                                           |
| 1963                                     |                            | Rettagliati           |           |                                           |
| Les données manquantes sont à compléter. |                            |                       |           |                                           |
| 1979                                     | 1987                       | Christian Picard      |           | Démissionnaire après un accident de santé |
| avril 1987                               | mai 2020                   | Philippe Guilliot     | PCF       | Directeur d'entreprise publique retraité  |
| mai 2020,                                | En cours (au 10 août 2020) | Ingrid Bona           | SE        |                                           |

## Population et société

### Démographie
Les habitants sont nommés les Ymarois.
L'évolution du nombre d'habitants est connue à travers les recensements de la population effectués dans la commune depuis 1793. Pour les communes de moins de 10 000 habitants, une enquête de recensement portant sur toute la population est réalisée tous les cinq ans, les populations de référence des années intermédiaires étant quant à elles estimées par interpolation ou extrapolation. Pour la commune, le premier recensement exhaustif entrant dans le cadre du nouveau dispositif a été réalisé en 2008.

En 2022, la commune comptait 1 228 habitants, en évolution de +6,14 % par rapport à 2016 (Seine-Maritime : +0,35 %, France hors Mayotte : +2,11 %).
| 1793 | 1800  | 1806 | 1821 | 1831 | 1836 | 1841 | 1846 | 1851 |
| ---- | ----- | ---- | ---- | ---- | ---- | ---- | ---- | ---- |
| 280  | 2 801 | 271  | 283  | 268  | 273  | 274  | 289  | 242  |

| 1856 | 1861 | 1866 | 1872 | 1876 | 1881 | 1886 | 1891 | 1896 |
| ---- | ---- | ---- | ---- | ---- | ---- | ---- | ---- | ---- |
| 246  | 239  | 234  | 201  | 188  | 208  | 249  | 217  | 210  |

| 1901 | 1906 | 1911 | 1921 | 1926 | 1931 | 1936 | 1946 | 1954 |
| ---- | ---- | ---- | ---- | ---- | ---- | ---- | ---- | ---- |
| 180  | 188  | 185  | 188  | 144  | 112  | 137  | 177  | 213  |

| 1962 | 1968 | 1975 | 1982 | 1990 | 1999  | 2006  | 2008  | 2013  |
| ---- | ---- | ---- | ---- | ---- | ----- | ----- | ----- | ----- |
| 211  | 274  | 351  | 830  | 950  | 1 040 | 1 104 | 1 123 | 1 158 |

| 2018  | 2022  | - | - | - | - | - | - | - |
| ----- | ----- | - | - | - | - | - | - | - |
| 1 152 | 1 228 | - | - | - | - | - | - | - |

### Cultes
Ymare appartient à la paroisse catholique Saint-Paul du Mesnil – Plateau de Boos qui fait partie du doyenné Rouen-Nord de l'archidiocèse de Rouen.

## Économie
L'entreprise Thales possède un site à Ymare depuis novembre 1984, dédié aux radars et à la surveillance côtière.

## Culture locale et patrimoine

### Lieux et monuments

#### Église Saint-Aubin

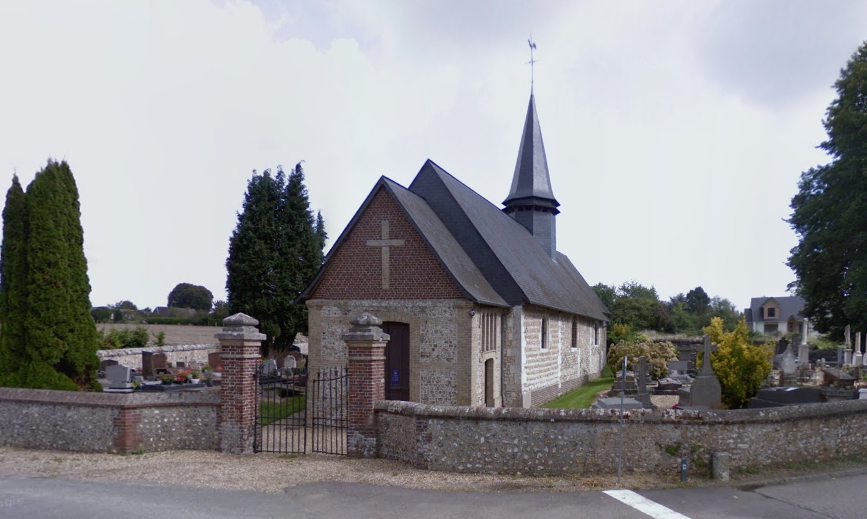
Église Saint-Aubin d'Ymare

L'église Saint-Aubin (XVIIe siècle, rue de l'Église, allée du 8-Mai) fait partie d'un domaine qui appartenait au seigneur de Rouville. Le château a été détruit. Il reste de ce domaine, outre l'église et l'allée qui y mène, les dépendances du château, une bergerie, actuellement transformée en logement, un colombier, une grange, un four à pain et un fromager.
- Jubé

1621, bois polychrome. Il est surmonté d'un Christ en croix entouré de la Vierge et de saint Jean. Sculptée dans le style de la Renaissance italienne, cette Crucifixion est peinte, mais certaines couleurs ont disparu comme le bleu de la robe de la Vierge. Le groupe est encadré de panneaux sur lesquels sont peints des rideaux de théâtre.
- Maître-autel

XVIIIe siècle, bois et plâtre polychromes. De chaque côté du maître-autel sont disposés dans les niches, saint Aubin, le patron de l'église, tenant sa crosse d'évêque et saint Marc reconnaissable à son lion.
- Saint Nicolas

Plâtre polychrome. Saint Nicolas, évêque de Myre en Lycie au IVe siècle et patron des petits enfants, est ici représenté avec trois enfants dans un baquet. C'est l'illustration du plus célèbre épisode de la vie du saint. D'après la Légende dorée de Jacques de Voragine, il s'agit en fait de deux écoliers de famille noble se rendant à Athènes pour étudier la philosophie. L'aubergiste chez qui ils se sont rendus les tue, les dépèce et met leurs chairs à saler dans un saloir. Saint Nicolas, prévenu par un ange, rapporte la scène à l'aubergiste et rend la vie aux jeunes gens.
- Cloche
  - Le clocher abrite une cloche Caplain de 1846.
  - Son diamètre est de 78,5 cm ; son poids est estimé à environ 300 kg.
  - Elle porte l'inscription suivante (relevé OM-20 avril 2007) : « La bénédiction de cette cloche nommée Clarise Hortense a eu lieu en cette commune en 1846 par M. Halboult desservant M. Philippe Delabarre Prop. notaire honoraire à Gouy la maraine Mme Clarisse Ballicorne épouse Edouard le Hardelay Prop. À Ymare sous admi municipale de M Delamare Maire de la commune d'Ymare. Caplain fondeur à Rouen m'a faite. »

#### Four à pain
XIXe siècle, Brique et silex. Clos de la Ferme, Grande-rue.

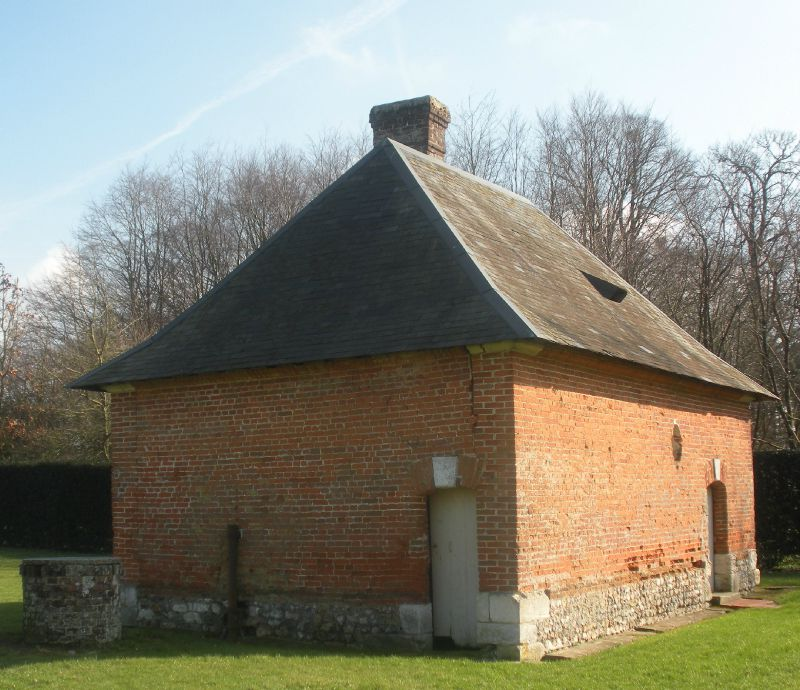
Four à pain d'Ymare.

Le double four à pain et à pâtisserie est de nouveau en service une fois l'an, le jour de la fête du village. Le four, « réchauffé » plusieurs jours avant, doit atteindre une température de 250 °C pour cuire le pain fait par le boulanger. Il sert à faire une fournée lors de chaque fête du pays chaque dernier week-end d'avril.

#### Colombier
XIXe siècle, Brique. Clos de la Ferme, Grande-Rue.

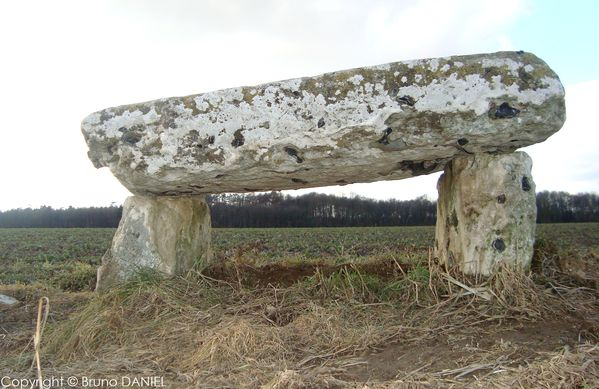
Dolmen "Tombe du druide" d'Ymare

Le colombier conserve encore son organisation intérieure. Dans la partie supérieure de l'édifice, sous la charpente, des alvéoles en terre soutenues par des lattis de chêne s'alignent le long des parois. Ce sont les « bûlins » ou « boulins », où se logeaient et pondaient les pigeons. On y accède par une échelle en bois.

#### Croix
XVIe-XXe siècles, pierre et fonte. Cimetière.
Posée sur un emmarchement moderne, la croix présente un fût monolithe du XVIe siècle, de forme octogonale. Le Christ en croix, figuré au sommet, est de facture récente.

#### Tombe du Druide
Située à la limite entre Ymare et Alizay, cette pierre en forme de dolmen d'origine préhistorique semble avoir des vertus, soi-disant, thérapeutiques contre les rhumatismes lorsque l'on passe dessous. Avis aux amateurs.

## Pour approfondir